# Koruna hor Polska

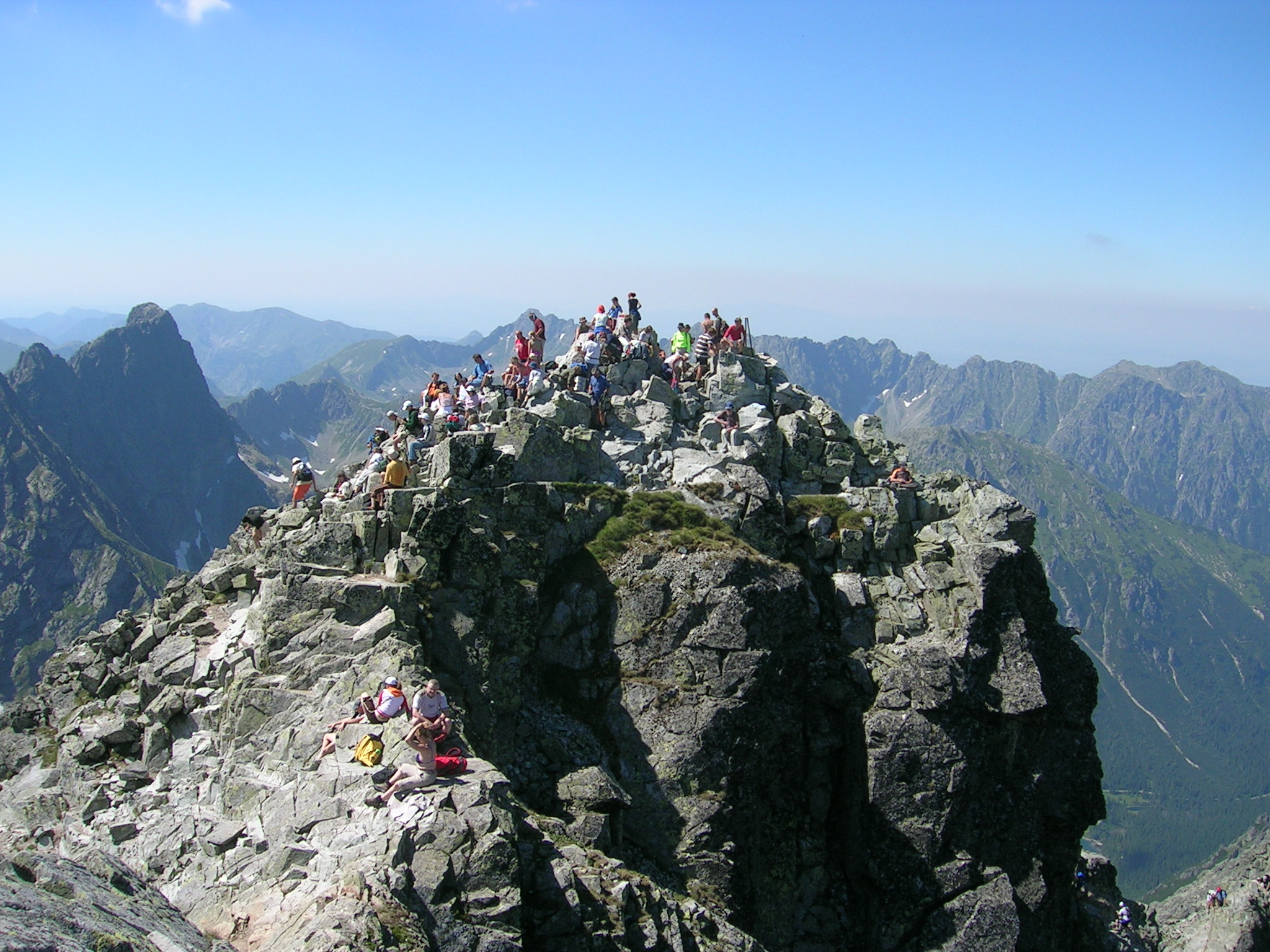
Rysy

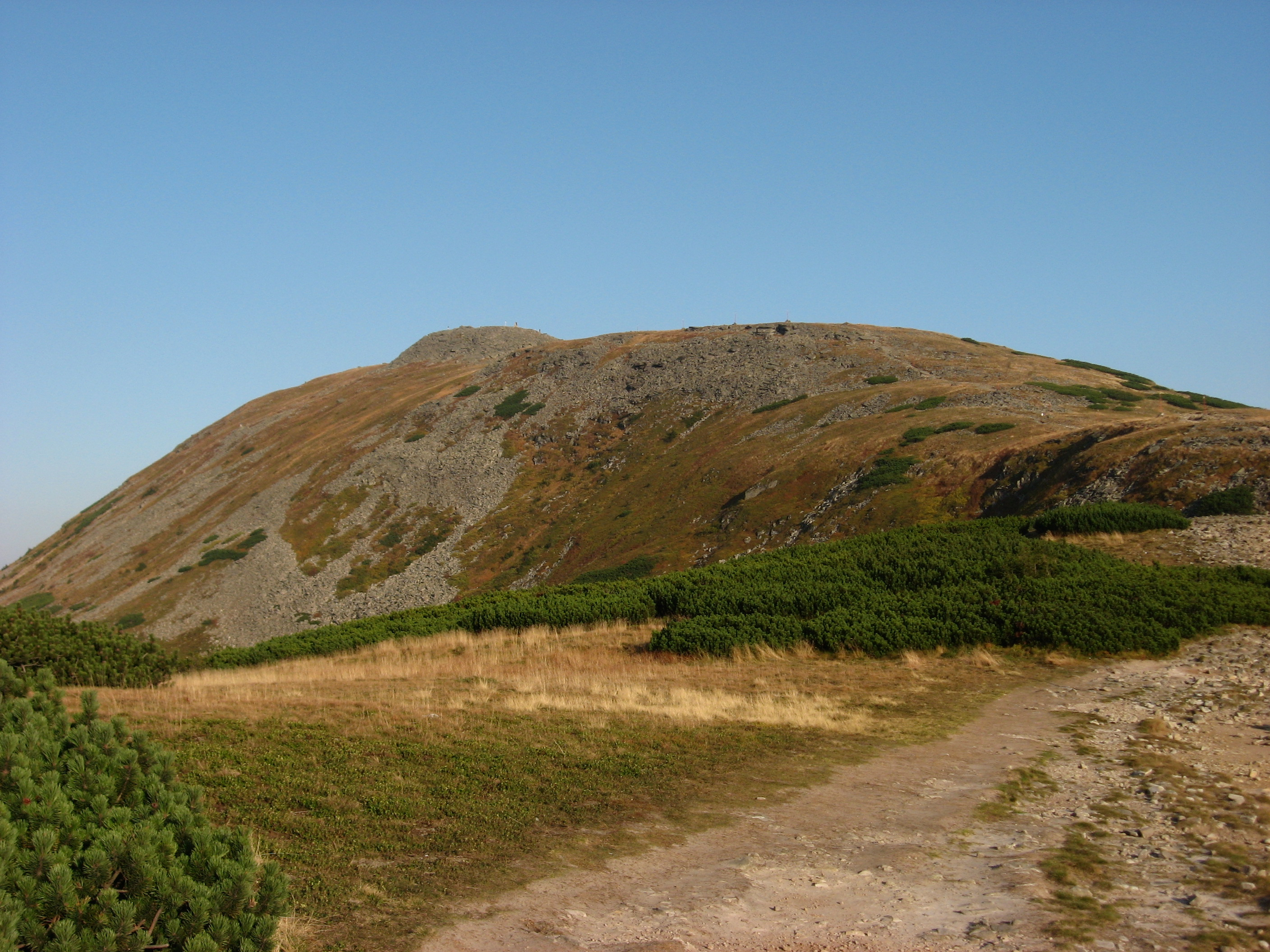
Babia Góra

Sněžka

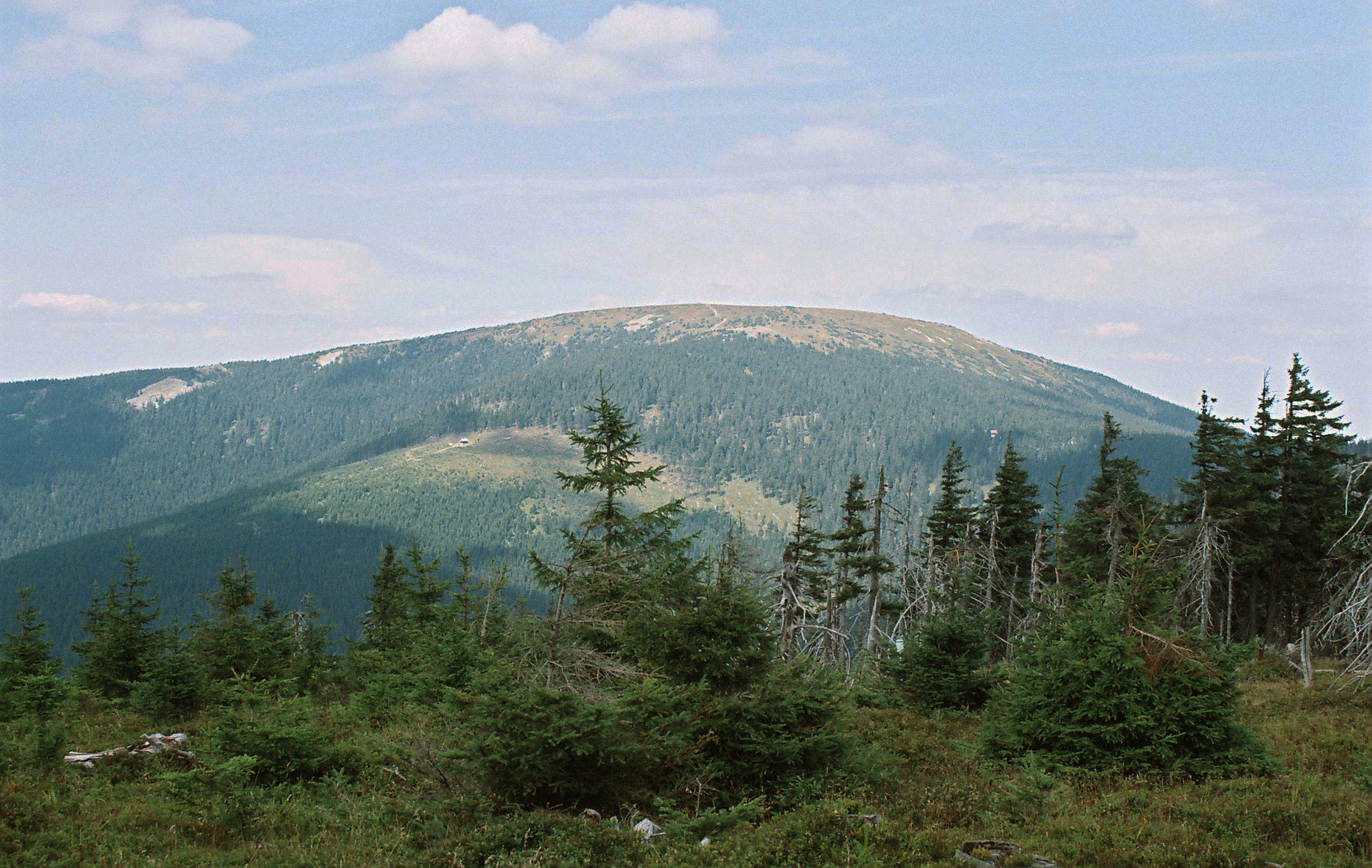
Králický Sněžník

Koruna hor Polska (Korona Gór Polski) je soubor 28 vrcholů, téměř odpovídající seznamu nejvyšších vrcholů horských pásem (geomorfologických celků) v Polsku. Rozdíl je v tom, že do Koruny byly zařazeny ty vrcholy, na které v době stanovení Koruny vedly značené turistické stezky, a proto Koruna nezahrnuje nejvyšší vrcholy Gór Bialskich a Gór Złotych. Existuje také několik chyb a nejasností ve stanovení hranic jednotlivých horských pásem, např. hora Lubomir leží podle většiny zdrojů mimo Beskid Makowski a tudíž není jeho nejvyšším vrcholem.

## Historie
Koncept byl představen v roce 1997 Markem Więckowskim a Wojciechem Lewandowskim v časopise „Poznaj swój kraj“. Koruna hor Polska (KHP) byla schválena 13. prosince 1997, na mimořádném setkání svolaném redaktory „Poznaj swój kraj“, na němž byl také založen Klub dobyvatelů Koruny hor Polska. 
Vyhlášením myšlenky KHP redakci „Poznaj swój kraj“ nešlo jen o úlevu nejznámějším horám v čele s Tatrami pomocí popularizace mnoha dalších atraktivních, leč neznámých pohoří, ale také o důkladné poznání těchto oblastí Polska – s jejich historií, přírodou, geologickou minulostí a současnou kulturou. Pro povzbuzení široké veřejnosti ke zdolávání KHP – což je možno dělat libovolnou dobu a jakýmkoli způsobem (pěšky, na kole nebo na lyžích) – redakce vedoucí Klub dobyvatelů (publikuje v každém čísle „Poznaj swój kraj“ klubové materiály) organizuje výpravy na jednotlivé vrcholy (do konce roku 2009 bylo 21), poskytuje svým členům – předplatitelům časopisu mj. slevu (30%) na noclehy v doporučených ubytovacích zařízení. 
V lednu 2011 bylo na seznamu členů Klubu dobyvatelů přibližně 8800 členů, z nichž více než 600 již dosáhlo hodnost Dobyvatel KHP. Dobyvatelů KHP je mnohem více, ale mnoho lidí se o toto formální uznání nesnaží.
Za realizaci Koruny hor Polska a za chod Klubu dobyvatelů redakce „Poznaj swój kraj“ obdržela zvláštní ocenění v VI. Národní soutěži Mieczyslawa Orłowicze za nejlepší tiskové zprávy, rozhlasové a televizní vysílání na podporu polského domácího cestovního ruchu v roce 2007.

## Vrcholy
| Poř. | Vrchol           | Horské pásmo          | Výška (m n. m.) |
| ---- | ---------------- | --------------------- | --------------- |
| 1    | Rysy             | Tatry                 | 2499            |
| 2    | Babia Góra       | Beskid Żywiecki       | 1725            |
| 3    | Sněžka           | Krkonoše              | 1603            |
| 4    | Králický Sněžník | Králický Sněžník      | 1423            |
| 5    | Tarnica          | Bieszczady            | 1346            |
| 6    | Turbacz          | Gorce                 | 1310            |
| 7    | Radziejowa       | Beskid Sądecki        | 1262            |
| 8    | Skrzyczne        | Slezské Beskydy       | 1257            |
| 9    | Mogielica        | Beskid Wyspowy        | 1171            |
| 10   | Wysoka Kopa      | Jizerské hory         | 1128            |
| 11   | Polská hora      | Góry Bialskie         | 1107            |
| 12   | Vrchmezí         | Orlické hory          | 1084            |
| 13   | Vysoké Skalky    | Pieniny               | 1050            |
| 14   | Velká Sova       | Soví hory             | 1015            |
| 15   | Lackowa          | Nízké Beskydy         | 997             |
| 16   | Kovadlina        | Góry Złote            | 989             |
| 17   | Jagodna          | Bystřické hory        | 977             |
| 18   | Skalnik          | Janovické rudohoří    | 945             |
| 19   | Waligóra         | Góry Kamienne         | 934             |
| 20   | Czupel           | Beskid Mały           | 933             |
| 21   | Velká Hejšovina  | Stolové hory          | 919             |
| 22   | Lubomir          | Beskid Makowski       | 904             |
| 23   | Biskupská kupa   | Zlatohorská vrchovina | 889             |
| 24   | Chełmiec         | Góry Wałbrzyskie      | 851             |
| 25   | Kłodzka Góra     | Góry Bardzkie         | 765             |
| 26   | Skopiec          | Kačavské hory         | 724             |
| 27   | Ślęża            | Masyw Ślęży           | 718             |
| 28   | Łysica           | Góry Świętokrzyskie   | 614             |